# Armin Herbert Arnold
Armin Herbert Arnold (* 1. September 1931 in Zug; † 12. März 2011; heimatberechtigt in Schlierbach LU) war ein Schweizer Literaturwissenschaftler. Unter dem Pseudonym Max Frei veröffentlichte er auch Kriminalliteratur.

## Leben
Von 1951 bis 1957 studierte er Germanistik und Anglistik in Fribourg, Zürich und London. 1958 wurde er mit der Dissertation D. H. Lawrence and America promoviert. Von 1959 bis 1984 war er Professor an der University of Alberta und der McGill University. Von 1982 bis 1999 war er Dozent an der Höheren Wirtschafts- und Verwaltungsschule (HWV) Olten und der Fachhochschule Baden.

## Schriften (Auswahl)
- D. H. Lawrence. (= Köpfe des XX. Jahrhunderts, Bd. 67). Colloquium Verlag Otto H. Hess, Berlin 1972, ISBN 978-3-7678-0307-7, Online: Zeittafel und Inhalt.
- Friedrich Dürrenmatt. Berlin 1986, ISBN 3-7678-0675-4.
- Alfred Döblin. Berlin 1996, ISBN 3-371-00403-1.
- Die Tote im Zuger See. Drei Kriminalromane. Chemnitz 2003, ISBN 3-928678-82-5.